# 미국 헌법 서명식 장면

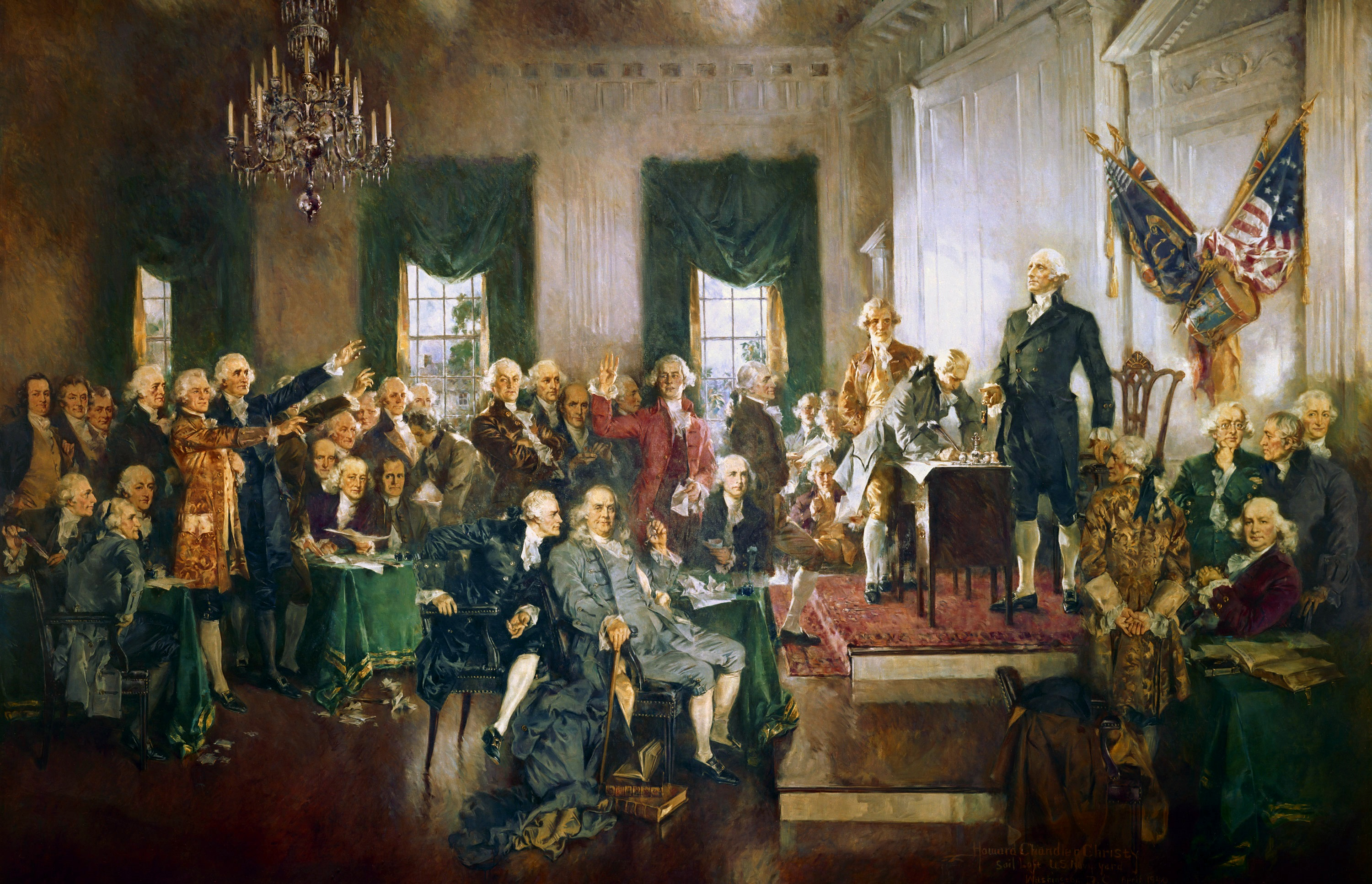
하워드 챈들러 크리스티의 미국 헌법 서명식 장면

미국 헌법 서명식 장면(영어: Scene at the Signing of the Constitution of the United States)은 1940년 하워드 챈들러 크리스티가 그린 유화로, 1787년 9월 17일 필라델피아 독립기념관에서 제헌회의가 미국 헌법에 서명하는 장면을 묘사하고 있다. 에마누엘 로이체의 워싱턴 델라웨어강을 건너다와 함께 이 그림은 미국 초기 역사를 묘사한 가장 유명한 작품 중 하나이다. 크리스티는 1940년 4월에 이 그림을 그렸는데, 워낙 커서 (20 by 30 피트 or 6.1 by 9.1 미터) 돛 제작소에서 그렸다. 이 그림은 현재 국회의사당의 하원 동쪽 계단에 전시되어 있다.

## 묘사
그림에는 55명의 대표 중 39명만이 그려져 있으며, 헌법에 서명하지 않은 3명의 대표나 회의를 떠난 13명의 대표는 포함되지 않았다. 그림의 오른쪽에 있는 단 위에는 회의 의장인 조지 워싱턴이 똑바로 서서 대표들을 내려다보고 있다. 그의 앞 책상에는 헌법과 잉크 스탠드가 놓여 있으며, 노스캐롤라이나주의 리처드 스페이트가 문서에 서명하고 있다. 창문은 열려 있고 워싱턴의 상반신 주위에는 빛의 아우라가 감싸고 있다. 그의 뒤에는 미국 국기와 북이 걸려 있다. 또한 그의 뒤편에는 펜실베이니아주의 제임스 윌슨과 델라웨어주의 리처드 배싯이 대화하고 있다. 그들 뒤편 가장 오른쪽에는 델라웨어 대표 조지 리드가 있으며, 그들 아래에는 펜실베이니아 대표 로버트 모리스가 있고, 워싱턴의 약간 오른쪽에 메릴랜드주의 다니엘 오브 세인트 토마스 제니퍼가 서 있다.
회의의 서기인 윌리엄 잭슨은 중앙에 두드러지게 배치되어 있다. 붉은 옷을 입고 서서 네 손가락을 들어 올리고 있는데, 그는 분명히 투표를 세고 있는 것으로 보인다. 그의 왼쪽 팔꿈치 옆에는 제임스 매디슨이 회의 진행을 지켜보고 있다. 잭슨의 오른손과 머리 사이에는 윌리엄 패터슨이 있다. 벤저민 프랭클린은 중앙에 앉아 있고, 알렉산더 해밀턴이 그에게 몸을 기울이고 있다. 해밀턴 바로 뒤에는 펜실베이니아의 구베르뇌르 모리스가 서 있다. 사우스캐롤라이나주 대표단은 그림의 왼쪽 모서리에 묘사되어 있다. 또한 왼쪽에 앉아 있는, 여러 색깔의 비단 코트로 구별되는 인물들은 조나단 데이턴, 루퍼스 킹 (데이턴의 왼쪽) 및 너새니얼 고럼이다.

## 의뢰[1]
미국 헌법 150주년 위원회 총재인 솔 블룸 하원 의원은 1937년에 헌법 150주년 기념사업의 일환으로 이 그림의 의뢰를 처음 제안했다. 당시 가장 인기 있는 삽화가이자 초상화가 중 한 명인 하워드 챈들러 크리스티는 위원회에 복제할 수 있도록 역사적으로 정확한 서명 장면을 그렸다. 그의 첫 소형 그림에는 "우리 인민"을 상징하는 처녀와 수많은 다른 상징적 인물들이 포함되어 있었지만, 이들은 최종 버전에서 제거되었다. 블룸 의원이 크리스티와 함께 서명자들의 초기 초상화를 찾고 역사적 세부 사항을 채워 넣는 데 3년을 보냈을 때, 그는 미국 국회의사당에 헌법 서명 장면이 없으며, 모든 서명자를 포함한 다른 그림도 거의 없다는 것을 알게 되었다.
1937년 하원에 처음으로 크리스티에게 헌법 서명 그림을 그리는 대가로 35,000달러를 지불하기 위한 공동 결의안이 제출되었다. 그러나 격렬한 논쟁이 일어났다. 일부 의원들은 미국 역사상 가장 위대한 사건 중 하나를 기념하는 것을 지지했지만, 다른 의원들은 심각한 경제 불황기에 예술에 자금을 지출하는 것에 대해 깊은 유보를 표명했고, 이 법안은 통과되지 않았다. 이 공동 결의안은 1938년에 다시 실패했다.
마침내 1939년에 수정된 결의안인 P.R. 11, 76차 의회가 부통령, 하원 의장, 미국 국회의사당 건축국으로 구성된 위원회를 설립하여 20-by-30-피트 (6.1 by 9.1 m) 크기의 서명 장면을 30,000달러에 그릴 화가를 고용하도록 승인되었다. 크리스티와의 계약은 1939년 7월 24일에 체결되었다. 1940년 10월 29일, 의회는 액자 구매에 1500달러를 승인했으며, 이는 1940년 12월 26일 도서관 합동 위원회에 의해 승인되었다.

## 연구와 작업

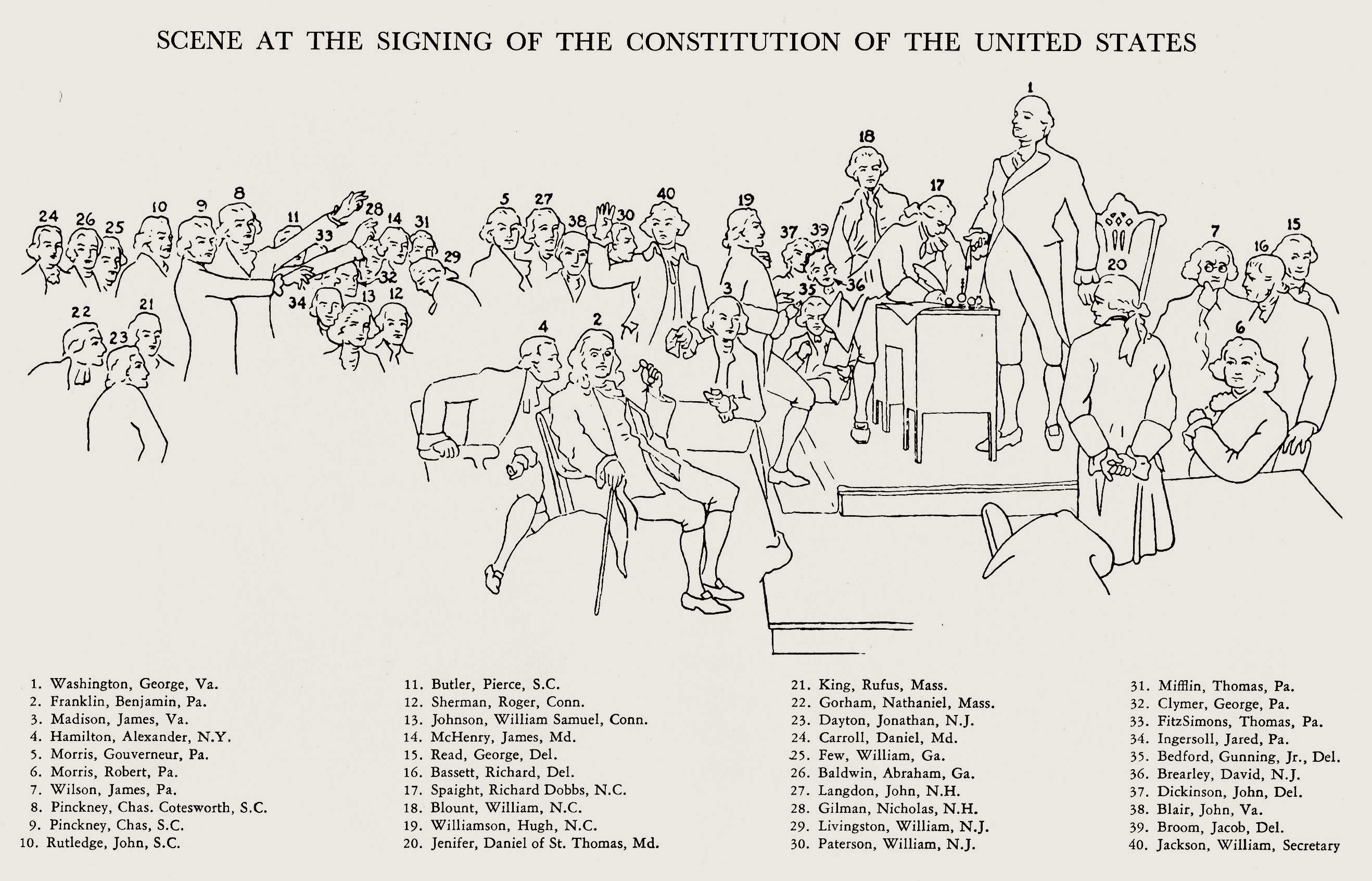
그림 속 인물들의 열쇠

가능한 한 최고의 정확성을 달성하기 위해 크리스티는 찰스 윌슨 필과 길버트 스튜어트와 같은 18세기 후반과 19세기 초반의 최고의 화가들의 초상화를 찾았다. 그는 39명의 대표 중 37명과 서기 윌리엄 잭슨의 초상화를 찾아냈다. 크리스티는 장면을 구성하는 데 약간의 자유를 취했다. 대리 서명한 존 디킨슨이 포함되었고, 참석했지만 서명하지 않은 세 사람은 그려지지 않았다. 그는 초상화를 찾을 수 없었던 두 서명자(토마스 피츠시몬스와 제이콥 브룸)의 얼굴을 모호하게 처리했다. 그는 또한 스미스소니언 협회에서 빌려온 조지 워싱턴의 반바지 한 벌을 포함하여 실제 의상을 연구했으며, 대표들이 사용한 가구와 유물들을 묘사했다. 프랭클린의 의자 옆에 있는 책들은 토머스 제퍼슨의 도서관 소장품이었는데, 크리스티는 의회 도서관 희귀본 서고에서 빌려와 제퍼슨이 헌법에 기여한 중요성을 인정하는 의미로 장면에 포함시켰다. 그는 서명과 같은 시간대에 독립기념관에서 그림의 스케치를 하여 유리 샹들리에가 있는 방에 들어오는 햇빛의 각도를 정확하게 보여주었다. 작가는 그가 묘사한 깃발들이 성조기, 메릴랜드 용기병 연대의 깃발 하나, 그리고 매사추세츠와 뉴햄프셔의 연대기들이라고 말했다.
거대한 18-by-26-피트 (5.5 by 7.9 m) 캔버스는 워싱턴 해군공창의 돛 제조창에서 그려졌는데, 크리스티는 때때로 징집된 군인들을 인물들의 모델로 사용했다. 5년의 연구와 7개월의 그림 작업 끝에 캔버스는 1940년 5월 국회의사당의 로툰다에서 봉헌되었고, 그곳에서 16개월 동안 전시되었다. 중앙의 독수리와 문장을 포함한 9개의 부분으로 만들어진 20-by-30-피트 (6.1 by 9.1 m) 크기의 액자는 뉴욕의 아제글리오 판카니가 손으로 조각하고 금박 마감 처리를 했다. 어디에 걸어야 할지에 대한 많은 논쟁 끝에 다른 그림이 옮겨지고 크리스티의 그림은 액자와 함께 하원 동쪽 대계단에 설치되어 오늘날까지 그 자리를 지키고 있다.

## 훼손 및 복원
1967년 이 그림은 하단부가 칼로 베이는 훼손을 입었으며, 1968년 수리를 위해 캔버스를 들것에서 분리해야 했다. 당시 보수된 부분은 눈에 띄었으며, 시간이 지나면서 먼지, 오물, 황변된 바니시로 인해 원래의 선명한 색상이 가려졌다. 2006년에는 10월 중순부터 12월까지 4단 높이의 대형 비계 위에서 작업하는 보존 전문가들이 그림을 현장에서 세척하고 보존 처리했다. 칙칙한 갈색으로 보였던 부분을 세척하자 생생한 표정, 섬세한 의상, 그리고 빛나는 붓놀림으로 표현된 라벤더와 분홍색과 같은 인상주의적인 색상들이 드러났다. 훼손된 부분은 특별히 처리되어 이제는 거의 눈에 띄지 않는다. 마지막으로 새로운 투명 보호 바니시 코팅이 적용되었다.
1968년에 청동 분말 페인트로 덮였던 액자는 여러 부분으로 분리되어 외부에서 보존 처리되었다. 세척 및 수리되었고, 원래의 금속 잎사귀 색상과 유사한 22캐럿 금박으로 다시 도금되었으며, 그림과 조화를 이루도록 색조가 조정되었다.

## 같이 보기
- 독립선언: 존 트럼불의 1819년 초상화
- 미국 건국의 아버지